# Copa Europeia/Sul-Americana de 2004
A Copa Europeia/Sul-Americana de 2004, também conhecida como Copa Toyota e Copa Intercontinental, foi a 43.ª e última edição da competição, disputada em jogo único na cidade de Yokohama, no Japão em 12 de dezembro de 2004. A última edição do torneio intercontinental foi disputada entre Porto, campeão da Liga dos Campeões da UEFA, e o Once Caldas, campeão da Copa Libertadores da América.
Em 27 de outubro de 2017, após uma reunião realizada na Índia, o Conselho da FIFA reconheceu os vencedores da Copa Intercontinental como campeões mundiais.

## História
A decisão da Copa Intercontinental de 2004, foi entre Porto e Once Caldas que fizeram um jogo histórico não só pelo cunho da decisão de um título intercontinental, mas também por aquela partida ser a última do torneio naqueles moldes, em jogo único, pois a partir de 2005 ele seria substituído pelo Campeonato Mundial de Clubes da FIFA, que seria organizado pela FIFA com equipes de todos os continentes e um novo sistema eliminatório. Vencer aquela competição significaria muito para ambas as equipes. O jogo, claro, foi de um time só, o Porto, que atacou, atacou, atacou e parou na zaga do Once Caldas, no goleiro Henao, e na falta de sorte (foram quatro bolas na trave e dois gols anulados por impedimento!). Depois de 120 minutos angustiantes, a decisão foi para os pênaltis. Nas cobranças, Diego aproveitou para provocar Henao depois de marcar seu gol e foi expulso. Na quarta cobrança, Maniche acertou a trave. Na quinta cobrança do Once Caldas, Fabbro teve a chance de dar o título ao time colombiano, mas errou. Nas cobranças alternadas, os times foram fazendo seus gols até que García, do Once, chutou para fora. Pedro Emanuel chutou a seguinte do Porto e marcou, enfim, o gol da vitória por 8 a 7 e do título intercontinental, o segundo do Porto. A equipe se isolava ainda mais como a única de Portugal a ter em sua sala de troféus uma taça intercontinental, ou melhor, duas (a outra foi conquistada em 1987). Era o encerramento de um ano mágico que jamais deveria terminar para a apaixonada torcida do time azul e branco.

## Clubes Participantes
| Confederação | Equipe      | Classificação                                   | Participação |
| ------------ | ----------- | ----------------------------------------------- | ------------ |
| CONMEBOL     | Once Caldas | Campeão da Copa Libertadores da América de 2004 | 1ª           |
| UEFA         | Porto       | Campeão da Liga dos Campeões da UEFA de 2003–04 | 2ª           |

## Chaveamento
|  | A Classificação[NOTA] | A Classificação[NOTA] | A Classificação[NOTA] | A Classificação[NOTA] |   |             | Copa Intercontinental | Copa Intercontinental | Copa Intercontinental | Copa Intercontinental |
|  |                       |                       |                       |                       |   |             |                       |                       |                       |                       |
|  | Porto                 | 3                     | –                     | –                     |   |             |                       |                       |                       |                       |
|  | Monaco                | 0                     | –                     | –                     |   |             |                       |                       |                       |                       |
|  | Monaco                | 0                     | –                     | –                     |   | Porto (pen) | 0                     | (8)                   | –                     |                       |
|  |                       |                       |                       |                       |   | Porto (pen) | 0                     | (8)                   | –                     |                       |
|  |                       | Once Caldas           | 0                     | (7)                   | – |             |                       |                       |                       |                       |
|  | Once Caldas (pen)     | Once Caldas           | 0                     | (7)                   | – | 0           | 1                     | (2)                   |                       |                       |
|  | Once Caldas (pen)     |                       |                       |                       |   | 0           | 1                     | (2)                   |                       |                       |
|  | Boca Juniors          | 0                     | 1                     | (0)                   |   |             |                       |                       |                       |                       |

Notas
- NOTA^  Essas partidas não foram realizadas pela Copa Intercontinental. Ambas as partidas foram realizadas pelas finais da Liga dos Campeões da Europa e Copa Libertadores da América daquele ano.

## Partida
| 12 de dezembro de 2004 | Porto | 0 – 0 (pro) | Once Caldas | Estádio Internacional, Yokohama              |
| 19:20                  |       |             |             | Público: 45 748 Árbitro: URU Jorge Larrionda |

|                                                                                                 |       | Penalidades                                                           |  |
| Diego Carlos Alberto Quaresma Maniche McCarthy Costinha Jorge Costa Ricardo Costa Pedro Emanuel | 8 – 7 | Vanegas Alcázar Viáfara de Nigris Fabbro Velásquez Díaz Cataño García |  |

| Porto | Once Caldas |

| PORTO:           |    |                     |           |      |
|                  |    |                     |           |      |
| G                | 99 | Vítor Baía          |           | 102' |
| Z                | 2  | Jorge Costa         | 79'       |      |
| Z                | 3  | Pedro Emanuel       |           |      |
| Z                | 4  | Ricardo Costa       |           |      |
| Z                | 22 | Giourkas Seitaridis | 85'       |      |
| M                | 6  | Costinha            |           |      |
| M                | 18 | Maniche             |           |      |
| M                | 16 | Diego               | 50' 120'+ |      |
| A                | 11 | Derlei              |           | 70'  |
| A                | 77 | Benni McCarthy      |           |      |
| A                | 9  | Luis Fabiano        |           | 78'  |
| Substituições:   |    |                     |           |      |
| M                | 19 | Carlos Alberto      |           | 70'  |
| M                | 10 | Ricardo Quaresma    |           | 78'  |
| G                | 13 | Nuno                |           | 102' |
| Treinador:       |    |                     |           |      |
| Victor Fernandez |    |                     |           |      |

| ONCE CALDAS:   |    |                   |      |     |
|                |    |                   |      |     |
| G              | 1  | Henao             |      |     |
| Z              | 24 | Samuel Vanegas    |      |     |
| Z              | 2  | Miguel Rojas      |      |     |
| Z              | 6  | Roger Cambindo    |      | 46' |
| Z              | 22 | John García       |      |     |
| M              | 5  | Rubén Velásquez   |      |     |
| A              | 3  | Jhon Viáfara      |      |     |
| M              | 14 | Diego Arango      | 33'  | 61' |
| A              | 16 | Elkin Soto        |      | 99' |
| A              | 10 | Jonathan Fabbro   | 59'  |     |
| A              | 11 | Antonio de Nigris | 117' |     |
| Substituições: |    |                   |      |     |
| Z              | 13 | Édgar Cataño      |      | 46' |
| M              | 7  | Jefrey Díaz       |      | 61' |
| A              | 15 | Herly Alcázar     |      | 97' |
| Treinador:     |    |                   |      |     |
| Luis Montoya   |    |                   |      |     |

| Homem do jogo: Maniche (Porto) Bandeirinhas: PAR Amelio Andino PER Winston Reategui Quarto árbitro: JPN Toshimitsu Yoshida | Regras de jogo - 90 minutos. - 30 minutos de Prorrogação se necessário. - Disputa por pênaltis, se o placar ainda não tiver sido classificado. - Sete nomeados substitutos. - Máximo de três substituições. |

## Campeão
| Copa Europeia/Sul-Americana de 2004 |
| ----------------------------------- |
| PORTO 2° título                     |

## Ligação externa
- «Goodbye Toyota Cup, hello FIFA Club World Championship» (em inglês)
- «FIFA.com» (em inglês)